# Análisis de cuantificación de recurrencia
Análisis de cuantificación de recurrencia (RQA) es un método de no lineal análisis de datos (cf. teoría del caos) para la investigación de análisis de sistemas. Cuantifica el número y la duración de las recurrencias de un sistema dinámico presentado por su espacio de fase trayectoria.

## Fondo
El análisis de cuantificación de recurrencia (RQA, por sus siglas en inglés) se desarrolló para cuantificar los gráficos de recurrencia (RP, por sus siglas en inglés) que aparecen de manera diferente, en función de las estructuras a pequeña escala que contiene. Los gráficos de recurrencia son herramientas que visualizan el comportamiento de recurrencia de la trayectoria del espacio de fase {\displaystyle {\vec {x}}(i)} de sistemas dinámicos:
{\displaystyle {R}(i,j)=\Theta (\varepsilon -\|{\vec {x}}(i)-{\vec {x}}(j)\|)},
donde {\displaystyle \Theta :\mathbf {R} \rightarrow \{0,1\}} es la función de Heaviside y {\displaystyle \varepsilon } una tolerancia predefinida.
Los gráficos de recurrencia contienen principalmente puntos y líneas individuales que son paralelos a la diagonal media ("línea de identidad", LOI) o que son verticales/horizontales. Las líneas paralelas a la LOI se denominan "líneas diagonales" y las estructuras verticales, "líneas verticales". Debido a que un RP suele ser simétrico, las líneas horizontales y verticales se corresponden entre sí y, por lo tanto, solo se consideran las líneas verticales. Las líneas corresponden a un comportamiento típico de la trayectoria del espacio de fase: mientras que las líneas diagonales representan segmentos de la trayectoria del espacio de fase que corren paralelos durante algún tiempo, las líneas verticales representan segmentos que permanecen en la misma región espacio de fase durante a veces.
Si solo está disponible una serie de tiempo, el espacio de fase se puede reconstruir usando una incrustación de retardo de tiempo (ver Teorema de Takens):
{\displaystyle {\vec {x}}(i)=(u(i),u(i+\tau ),\ldots ,u(i+\tau (m-1)),}
donde {\displaystyle u(i)} es la serie de tiempo, {\displaystyle m} la dimensión de incrustación y {\displaystyle \tau } el retraso de tiempo.
El RQA cuantifica las estructuras a pequeña escala de los gráficos de recurrencia, que presentan el número y la duración de las recurrencias de un sistema dinámico. Las medidas introducidas para el RQA se desarrollaron heurísticamente entre 1992 y 2002 (Zbilut & Webber 1992; Webber & Zbilut 1994; Marwan et al. 2002). En realidad son medidas de complejidad. La principal ventaja del análisis de cuantificación de recurrencia es que puede proporcionar información útil incluso para datos cortos y no estacionarios, donde fallan otros métodos.
RQA se puede aplicar a casi todo tipo de datos. Es ampliamente utilizado en fisiología, pero también se aplicó con éxito en problemas de ingeniería, química, ciencias de la Tierra, economía, etc.